# Velké Bílovice
Velké Bílovice (německy Groß Billowitz) jsou město v okrese Břeclav v Jihomoravském kraji. Leží deset kilometrů severně od Břeclavi. Žije zde přibližně 3 900 obyvatel.
Město náleží k mikroregionu Lednicko-valtický areál. První osídlení této lokality je doloženo již z neolitu, první písemná zmínka pochází z roku 1306, na město byly Velké Bílovice povýšeny v roce 2001. Velké Bílovice jsou tradiční vinařskou obcí, což také dokládají vinařské atributy na znaku a vlajce. V současné době jsou se svými více než 780 ha plochy registrovaných vinic vůbec největší vinařskou obcí v České republice.

## Název
Jméno vesnice bylo odvozeno od osobního jména Biel ("bílý"). Původně šlo o pojmenování obyvatel vsi, výchozí tvar Bielovici znamenal "Bielovi lidé". Přívlastek Velké (z toho důvodu, že patřily k největším osadám na bývalém břeclavském panství Lichtenštejnů) byl dán roku 1924. Název vsi snad vznikl ze jména prvního písemně doloženého vlastníka obce Siegfrieda Sirotka nesprávným přeložením jeho německého příjmení Waise – "sirotek" jako weisse – "bílý".

## Historie
První písemná zmínka o obci pochází z roku 1306, když po smrti Siegfrieda Sirotka přešla obec na Tobiáše z Bechyně. Poté se zde vystřídalo mnoho majitelů, mezi nimi i Páni z Kunštátu a Poděbrad. V letech 1416–1524 byla obec poprvé ve vlastnictví Lichtenštejnů.
Od roku 1532 až do Bitvy na Bílé hoře v roce 1620 patřila obec Žerotínům. V této době se v Bílovicích usadili Habáni a členové Jednoty bratrské. Habáni zde svou kolonii založili v roce 1545. Žerotínové dali místní středověkou tvrz přestavět na renesanční zámeček a v roce 1564 postavili kostel pro Jednotu bratrskou. Protože zdejší Žerotínové patřili k jedněm z vůdců českého stavovského povstání proti Habsburkům, museli po Bitvě na Bílé hoře emigrovat a jejich majetek byl zkonfiskován. Habáni a členové Jednoty bratrské byli poté z Moravy vyhnáni na Slovensko.
Od roku 1638 až do roku 1848 byly Bílovice opět součástí panství Lichtenštejnů. Ti také dali v letech 1764–1765 na místě původního bratrského kostela postavit kostel katolický – nynější kostel Narození Panny Marie. Začátkem 20. století odešlo mnoho místních obyvatel do Spojených států, Kanady a Argentiny. V Argentině v provincii Chaco přistěhovalci z Velkých Bílovic založili tradici pěstování bavlny.
V době socialismu zde vzniká jedno z největších a nejznámějších družstev v Československu – JZD Mír Velké Bílovice, které sloužilo představitelům státu i jako ukázka fungujícího družstevnictví v ČSSR. Z tohoto důvodu sem také zajížděly významné státní návštěvy. Po Sametové revoluci se družstvo rozpadlo, z toho je vidět, že zde myšlenka družstevnictví hluboké kořeny nezapustila. Vše se vrátilo zpět k soukromému zemědělství.

## Přírodní poměry
Především severně a východně od města se rozkládá velké množství vinic a kolem 650 vinných sklepů ve 40 pojmenovaných sklepních uličkách tvořících samostatné vinařské "městečko". Dominantou Velkých Bílovic je kopec Hradištěk s kapličkou, nacházející se severně od města mezi vinicemi. Kaplička na vrcholu kopce je zasvěcena čtyřem svatým: sv. Urbanovi (patron vinařů), sv. Cyrilu a Metodějovi (patroni křesťanství v českých zemích) a sv. Václavu (patron českých zemí).
V blízkosti Velkých Bílovic se nacházejí rybníky Šísary a Velký Bílovec vhodné zejména k rybaření.

## Obyvatelstvo

### Vývoj počtu obyvatel
| Rok            | 1869  | 1880  | 1890  | 1900  | 1910  | 1921  | 1930  | 1950  | 1961  | 1970  | 1980  | 1991  | 2001  | 2011  | 2021  |
| -------------- | ----- | ----- | ----- | ----- | ----- | ----- | ----- | ----- | ----- | ----- | ----- | ----- | ----- | ----- | ----- |
| Počet obyvatel | 1 977 | 2 285 | 2 570 | 2 764 | 2 881 | 3 140 | 3 138 | 3 206 | 3 623 | 3 669 | 3 903 | 3 811 | 3 800 | 3 852 | 3 777 |
| Počet domů     | 324   | 356   | 397   | 406   | 461   | 509   | 639   | 753   | 866   | 926   | 1 015 | 1 189 | 1 188 | 1 243 | 1 291 |

## Městská správa a politika
Od roku 2018 je starostkou Lenka Grofová (Nezávislí kandidáti). Zastupitelstvo města má 15 členů (10 za Nezávislí kandidáti a 5 za KDU-ČSL).

### Městské symboly
Znak a vlajka byly městu uděleny rozhodnutím předsedy Poslanecké sněmovny Parlamentu České republiky dne 13. června 1995.

## Doprava
Jihozápadně od města probíhá trasa dálnice D2 s výjezdem na 41. kilometru na Velké Bílovice a Podivín.
Městem prochází dvě silnice II. třídy: II/422 a II/423.
Nejbližší železniční stanice se nachází ve 3 km vzdáleném Podivíně.

## Společnost

### Kultura

#### Události a tradice
- Tradiční krojované hody – největší lidová slavnost ve Velkých Bílovicích. Hody začínají vždy první neděli po svátku Narození Panny Marie (8. září), patronky místního kostela, a pokračují až do úterý. V sobotu před hody se ručně staví hodová mája.[22] Úterní večer má maškarní pojetí. Hlavní slavnost probíhá v hodovou neděli, kdy mnoho návštěvníků i z daleka přijíždí obdivovat zejména krojovaný průvod, kterého se každoročně účastní více než 70 krojovaných párů (přes 150 svobodných domácích krojovaných). V pondělí se koná slavnostní tanec zaváďka. Na hodovém sóle v centru města hraje každý hodový den až do noci dechová hudba k tanci i poslechu. Součástí hodové slavnosti je také spousta kolotočů, stánků a atrakcí.[23]
- Hodky – jinde také "dohrávky", nebo "dohrávání hodů", se konají druhou neděli po skončení hodů. Dříve se konaly hned první neděli po hodech, ale termín byl z důvodu krytí s hody v Moravském Žižkově přesunut. Po znovuvysvěcení žižkovského kostela a tudíž i přesunutí jejich hodů, zůstal termín hodek ve Velkých Bílovicích již nezměněn.
- Zahrávání hodů – známé též pod názvem "zahrávky", se konají měsíc před hody.
- Fašank – v roce 2020 se tato tradice ve Velkých Bílovicích za pomoci chasy a starostky obnovila
- Ze sklepa do sklepa – Tradiční putování za vínem, kdy více než 50 místních vinařů otevře v jeden den své sklepy pro návštěvníky. Je zajištěna autobusová doprava mezi sklepy a doprovodný program s dechovou a cimbálovou muzikou. Koná se v sobotu na přelomu března a dubna.[24]
- Za vinařem do Velkých Bílovic – Další putování za vínem, ale tentokrát trvající celých 19 týdnů. Začíná koncem dubna a trvá až do začátku září. Od čtvrtka do středy mají otevřeno 3 různá vinařství prvních 9 týdnů konání akce (vedlejší sezóna) a potom 5 vinařství dalších 10 týdnů (hlavní sezóna). Postupně tak otevře své sklepy návštěvníkům až 50 různých místních vinařství.[25][26][27]
- Výstava vín – Ochutnávka vín nejen místních vinařů, ale také vinařů z blízkého i vzdáleného okolí Velkých Bílovic. Koná se v místním Kulturním domě v sobotu na přelomu dubna a května.[28][29][30]
- Letní slavnost autentických vín – Ochutnávka vín místních vinařů vyrobených netradičními autentickými postupy. Obvykle se koná poslední týden v červenci.[31][32]
- Svatomartinská slavnost – Slavnost spojená s příjezdem sv. Martina na koni a následnou ochutnávkou mladých a Svatomartinských vín letošního ročníku. V rámci kulturního programu zahraje dechová i cimbálová muzika a zazpívají mužácké sbory. Obvykle se koná nejbližší sobotu po 11. listopadu (svátek sv. Martina).[30][33]
- Soutěž ve vaření zelňačky – Více než 30 soutěžních družstev, místních i přespolních, soutěží o to, kdo uvaří nejlepší zelňačku. Zároveň se soutěží se koná také adventní jarmark. Soutěž se koná v sobotu, 1 nebo 2 týdny po Svatomartinské slavnosti.[34] První ročník se konal již roku 2009.
- Vinařský maraton – Běžecký závod pro všechny pořádaný spolkem Báječné ženy v běhu. Běží se maraton i půlmaraton. Trasa vede mezi vinnými sklepy a vinicemi, převážně po cyklostezkách, mezi obcemi Velké Bílovice, Čejkovice a Vrbice. Dále se běží nesoutěžní rodinný běh s 1,5 km dlouhou trasou. Závod se koná poslední sobotu v říjnu.[35][36][37]

#### Pověsti
O Velkých Bílovicích je známo těchto šest pověstí, uvedených v knize Kde modrý plamének hoří:
- Polednice (společně s Moravským Žižkovem)
- Pidimužík
- Žerotínova deska
- Toufarské strašidlo
- Akáty u kříže
- Šafránová paní (více Podivín, než Velké Bílovice)

#### Velké Bílovice ve filmu
Velké Bílovice jsou již dlouho oblíbeným místem filmařů k natáčení filmů s tematikou víno. Natáčela se zde velká část trilogie „Víno“: Bouřlivé víno (1976), Zralé víno (1981) a Mladé víno (1986). Natáčelo se zde také mnoho scének filmu Bobule (2008).

## Pamětihodnosti
- Kostel Narození Panny Marie – postaven v letech 1764–1765 v gotizujícím barokním stylu.[44]
- barokní sochy sv. Floriána, sv. Vendelína a sv. Jana Nepomuckého ze 40. let 18. století
- Habánské sklepy – největší z nich, který byl postaven kolem roku 1614 Habány, najdeme směrem na Čejkovice v blízkosti rybníka Velký Bílovec. V současné době je ve vlastnictví společnosti Habánské sklepy s.r.o., zabývající se výrobou vína.[45]
- tvrz – poprvé se uvádí až v roce 1417, ale jako již válkami poničená. Později byla obnovena a v polovině 16. století renesančně přestavěna Žerotíny. V 18. století byla tvrz upravena pro hospodářské účely. V současné době je veřejnosti nepřístupná.[46][47]
- Městské vlastivědné muzeum – Zde je možné prohlédnout si místní archeologické nálezy, místní kroje, staré zemědělské nástroje a další zajímavosti spojené s historií města.[48]

## Osobnosti
- Martin Hrdina (* 1978), interiérový architekt a grafický designér
- Václav Lebloch (1854–1924), politik, poslanec Říšské rady na přelomu 19. a 20. století
- Marcela Melková (* 1971), politička, poslankyně
- Antonín Osička (1888–1949), anglista, básník a prozaik
- Johann Polach (1871–1942), učitel a politik židovského původu, senátor meziválečného Národního shromáždění
- Svatopluk Sem (* 1973), operní pěvec v Národním divadle
- Jan Švehlák (1901–1945), nadporučík, velitel uniformované obecní policie a oběť nacismu. Zatčen jako jeden z hlavních organizátorů povstaleckých aktivit Přerovského povstání. Patřil k 21 lidem popraveným na vojenské střelnici v Olomouci-Lazcích.[49]
- Libor Zapletal (1920–1944), voják a příslušník výsadku Bivouac

## Partnerská města
- Šenkvice, Slovensko
- Presidencia Roque Sáenz Peña, Argentina

## Galerie

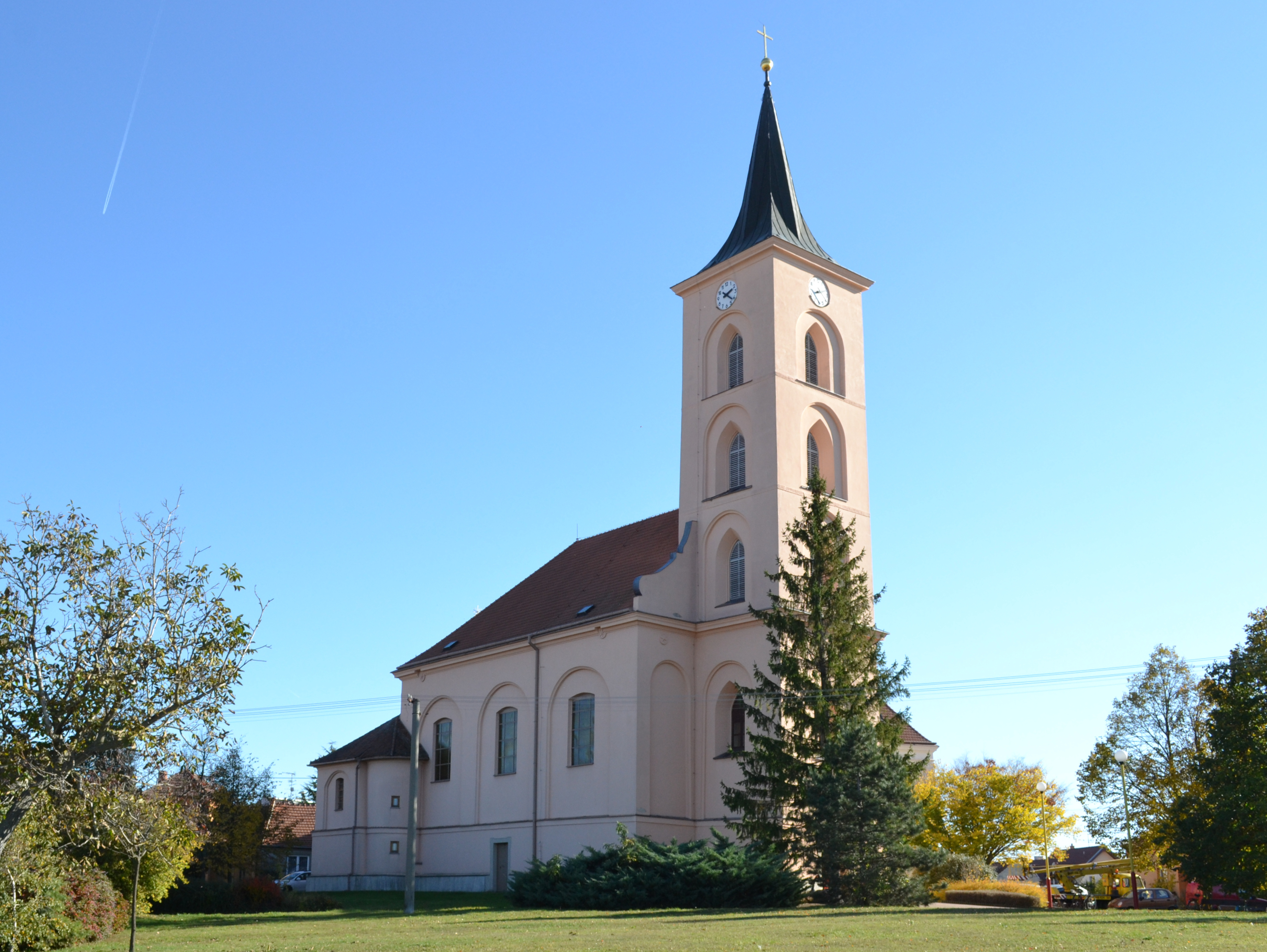
Kostel Narození Panny Marie
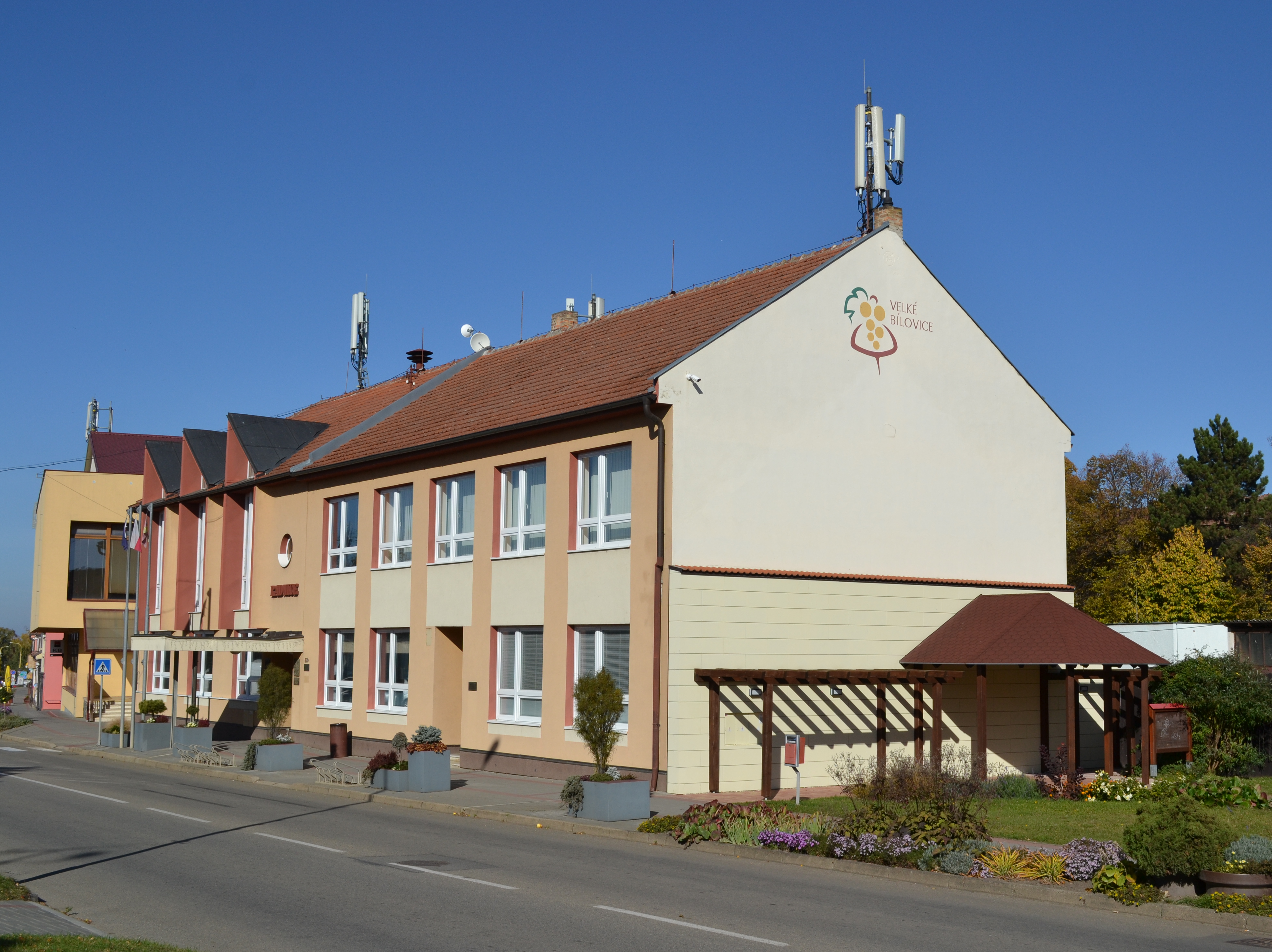
Radnice
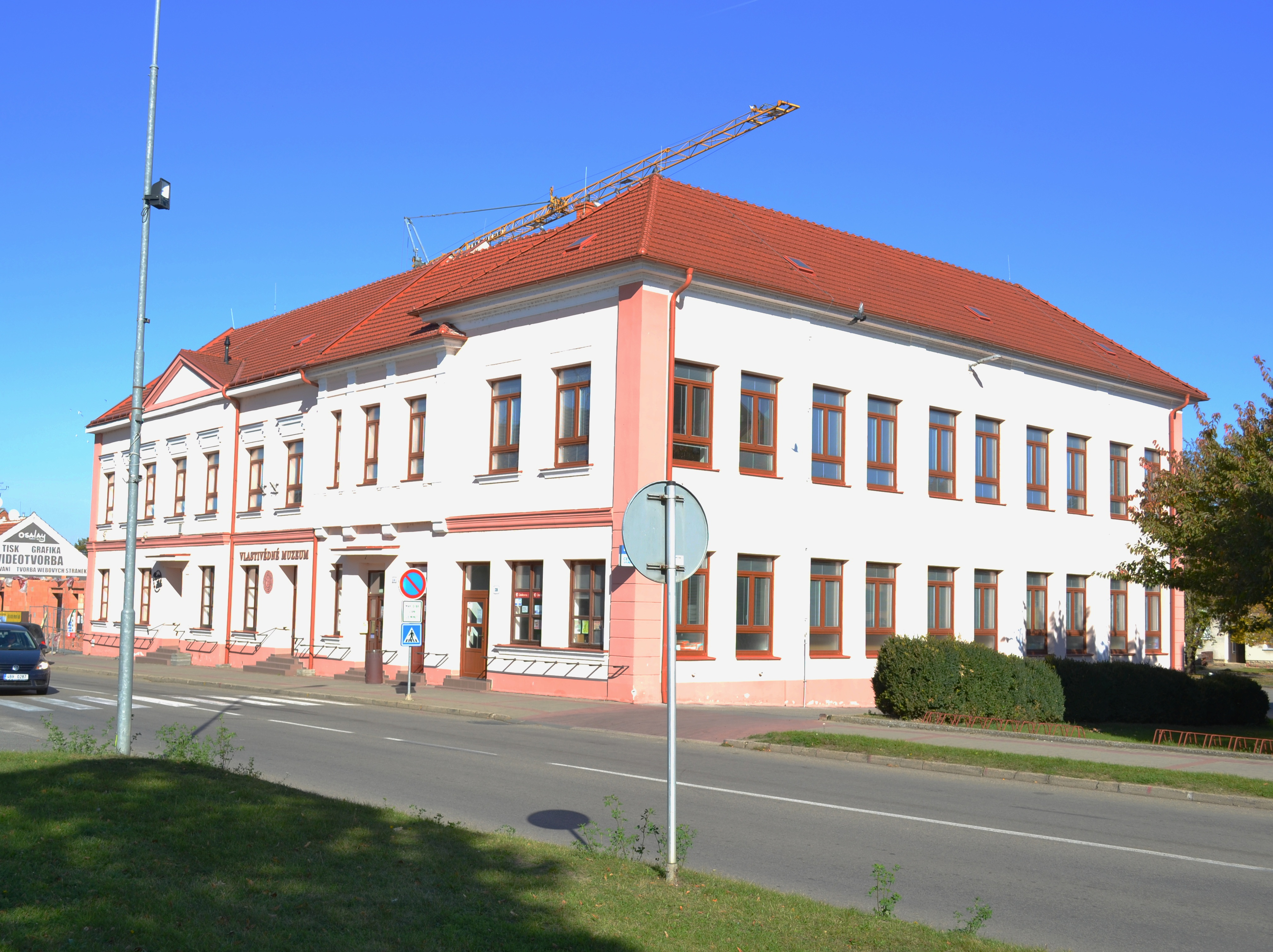
Vlastivědné muzeum
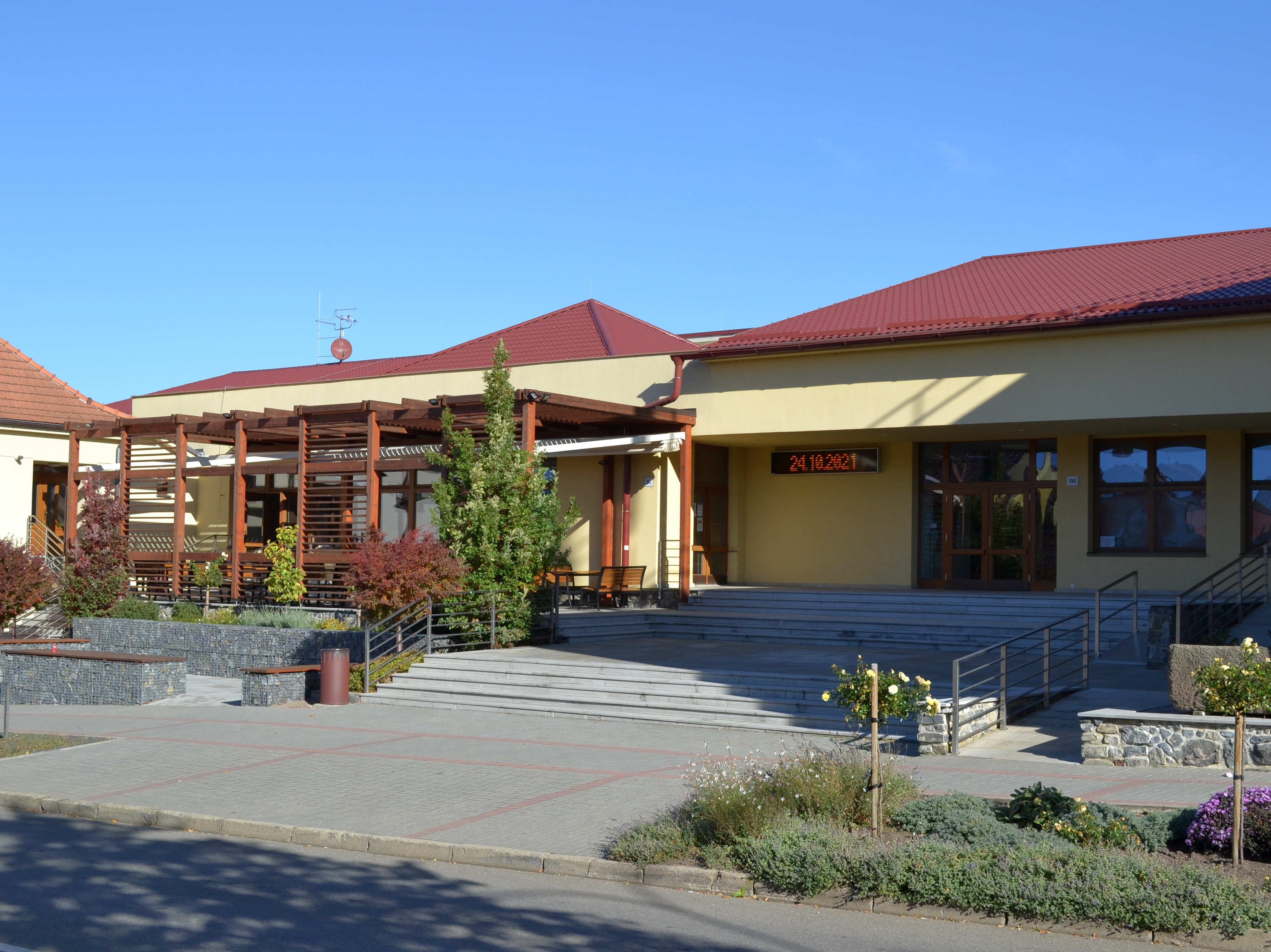
Kulturní dům
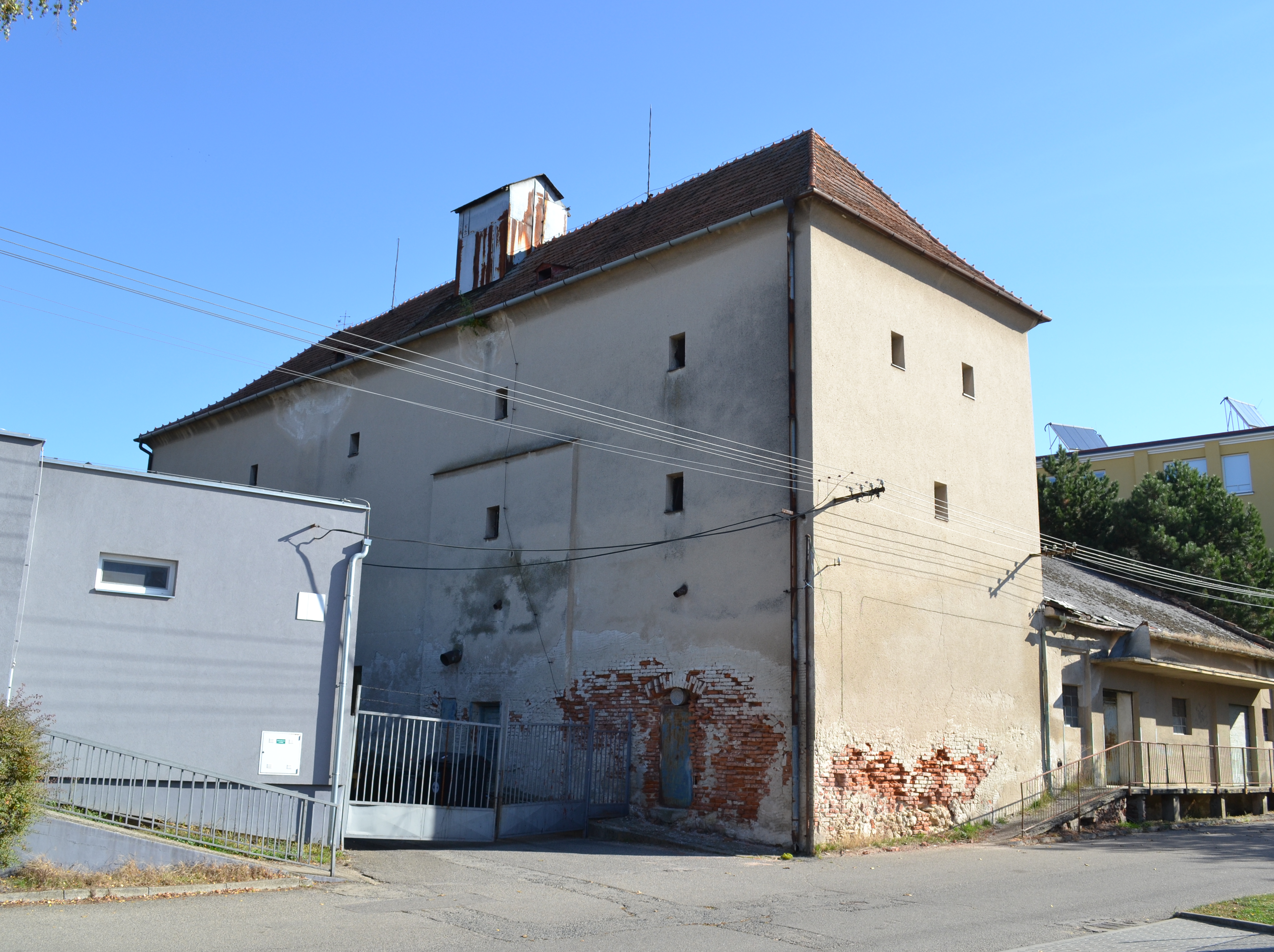
Bývalá tvrz
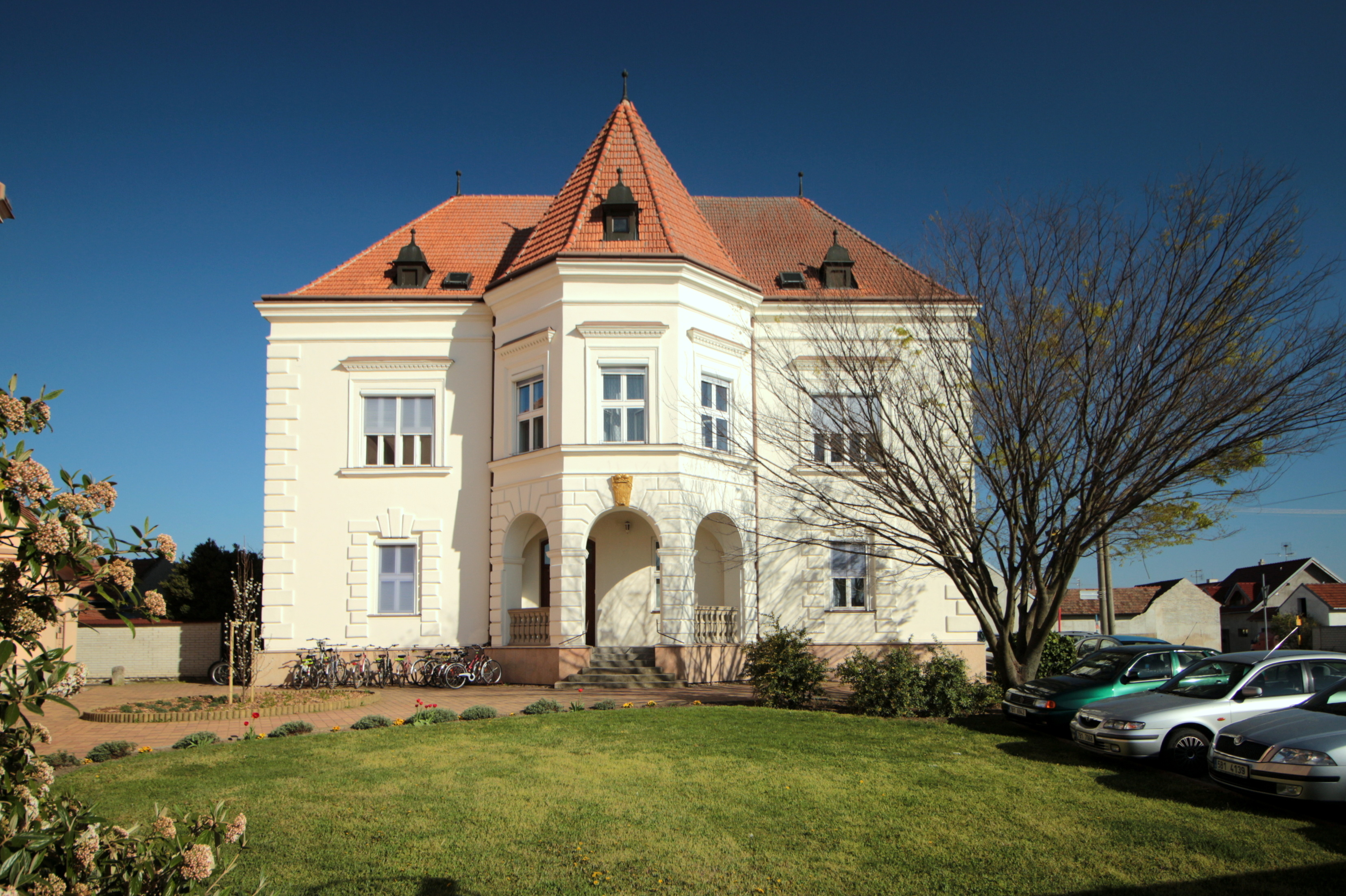
Fara u kostela
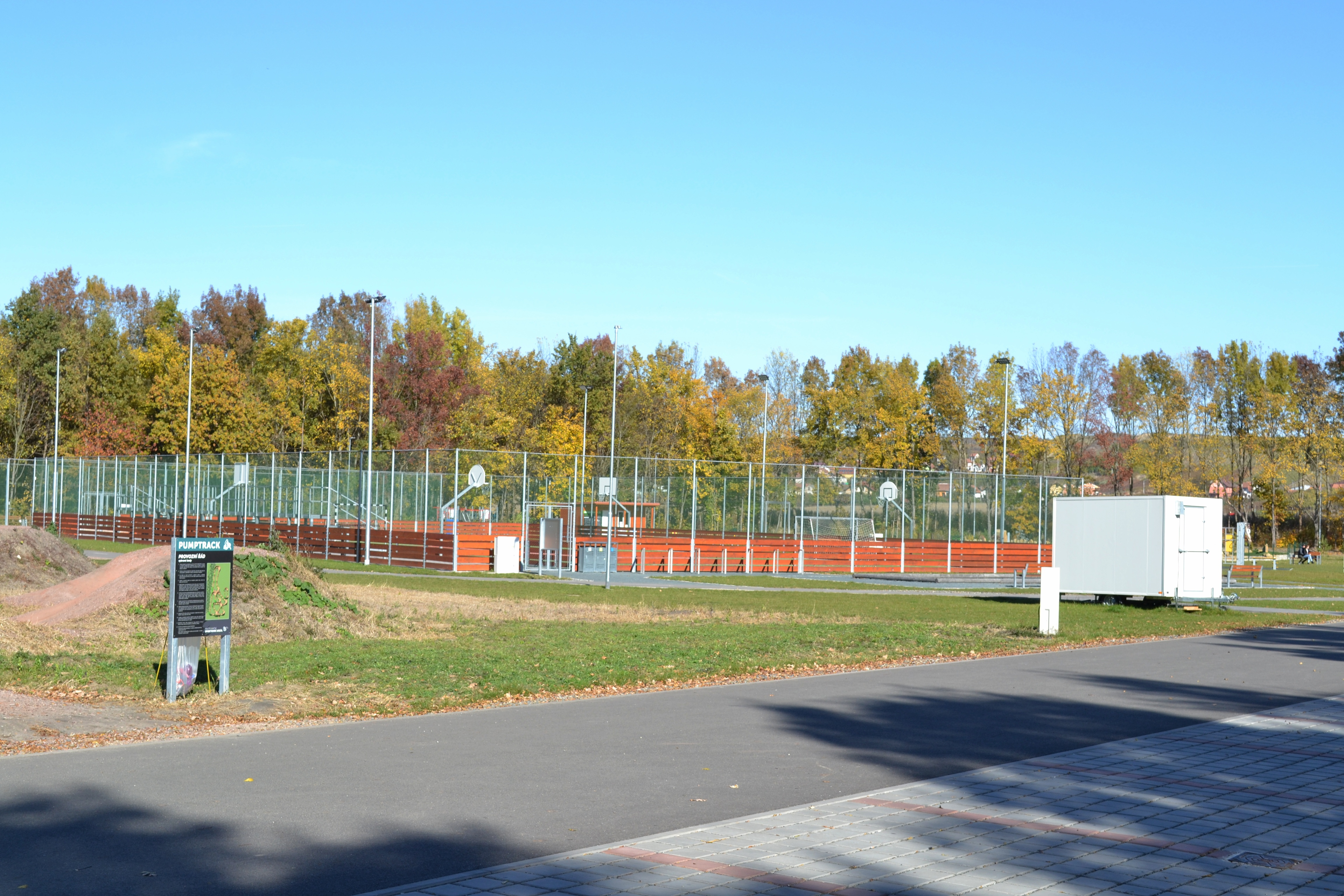
Sportoviště
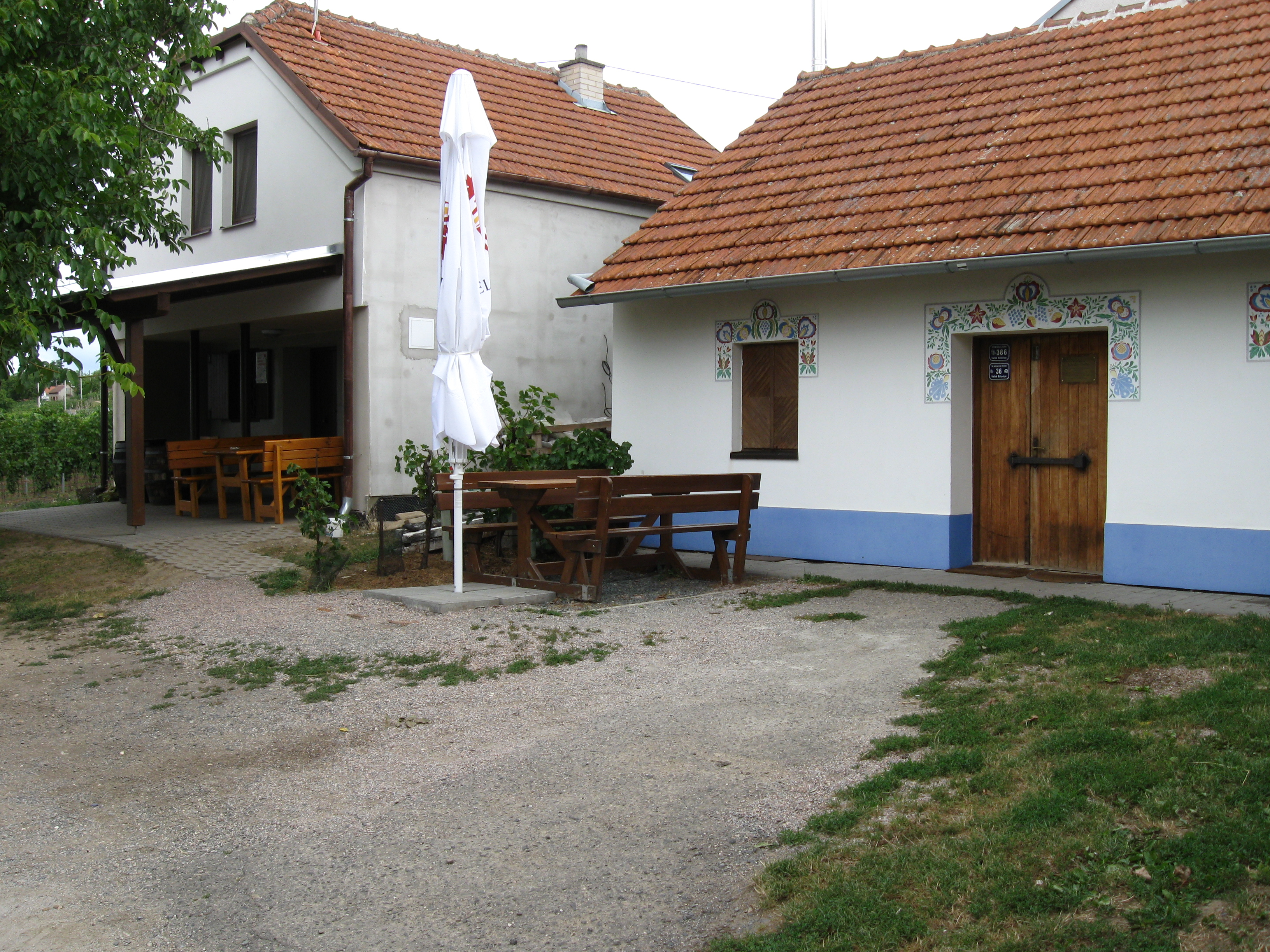
Sklepní ulička Pod Panskýma
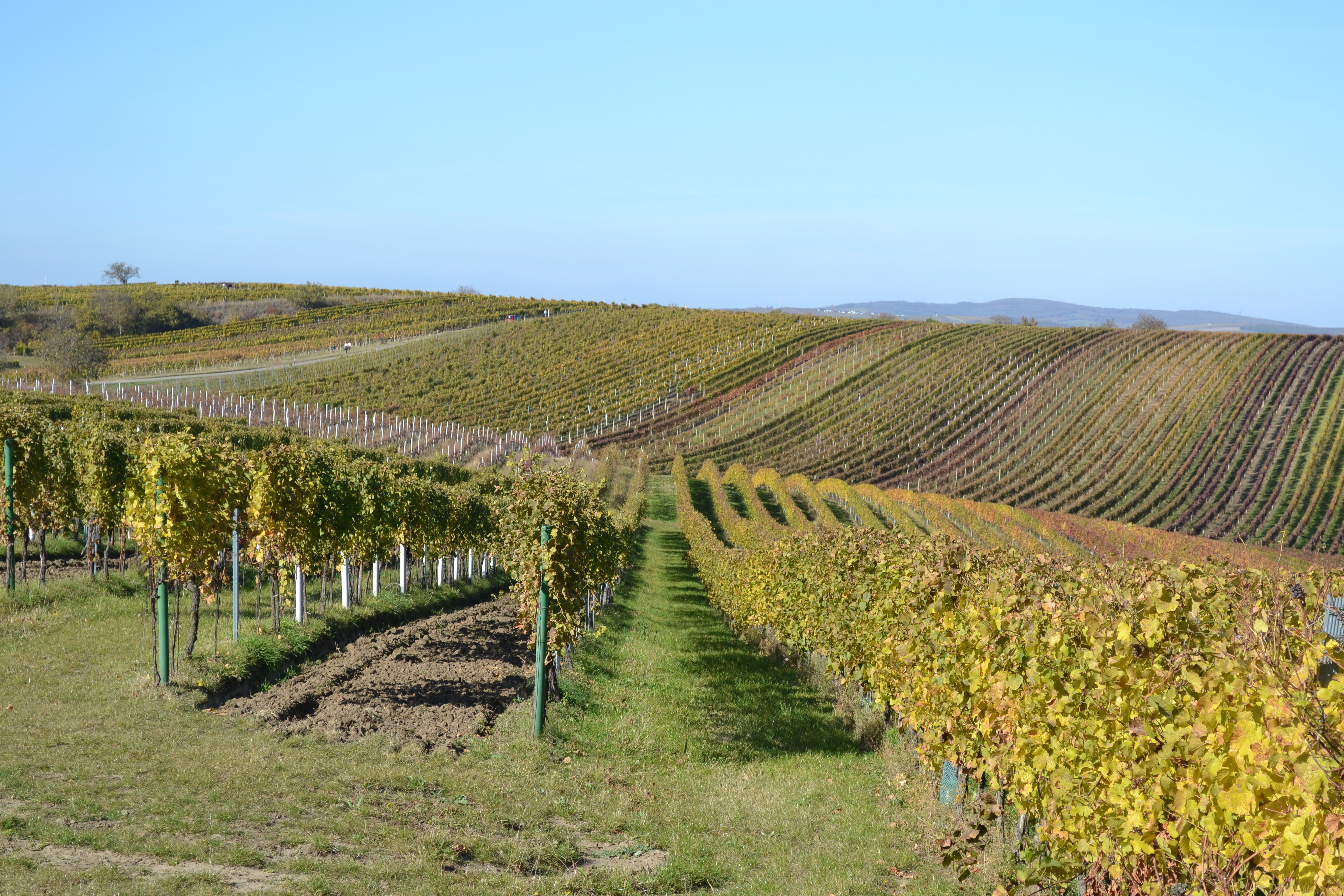
Vinice nad městem
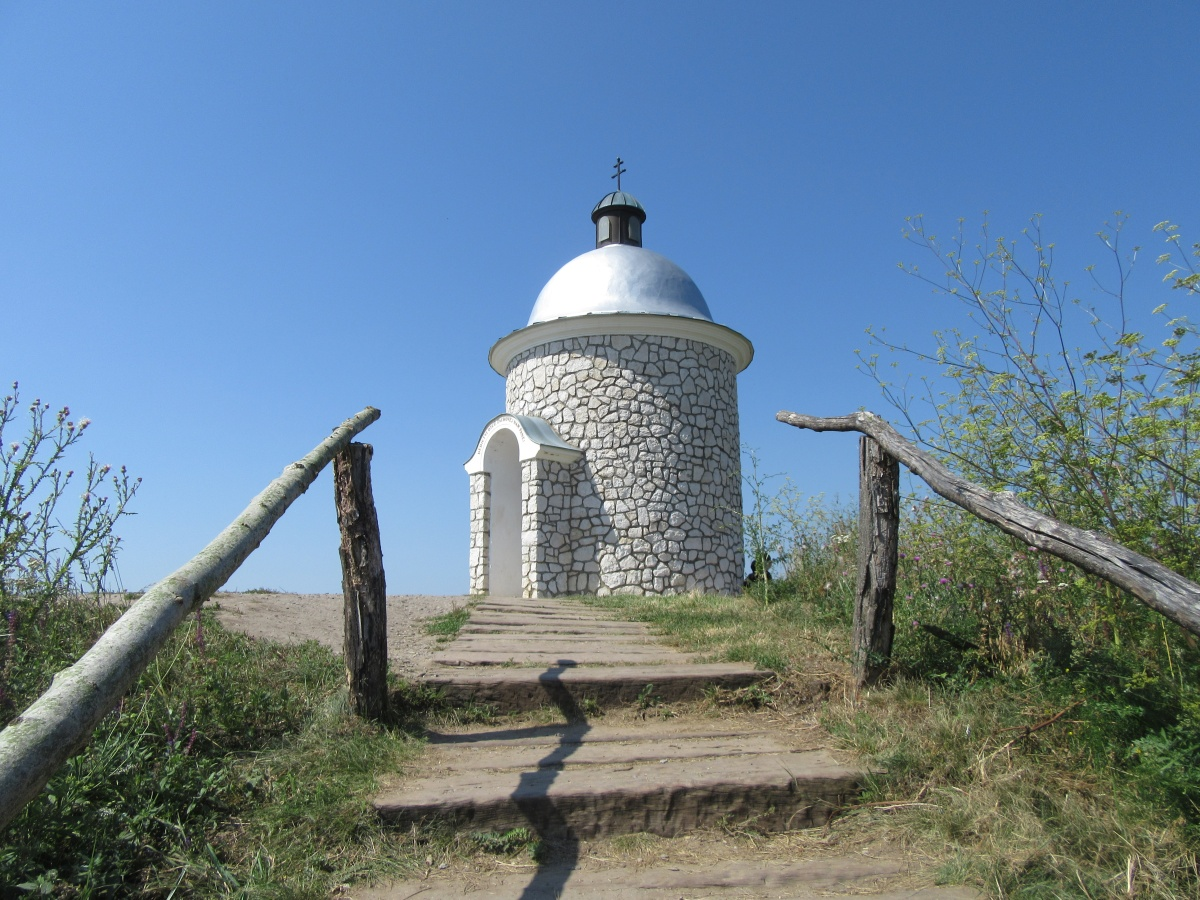
Kaple na Hradišťku
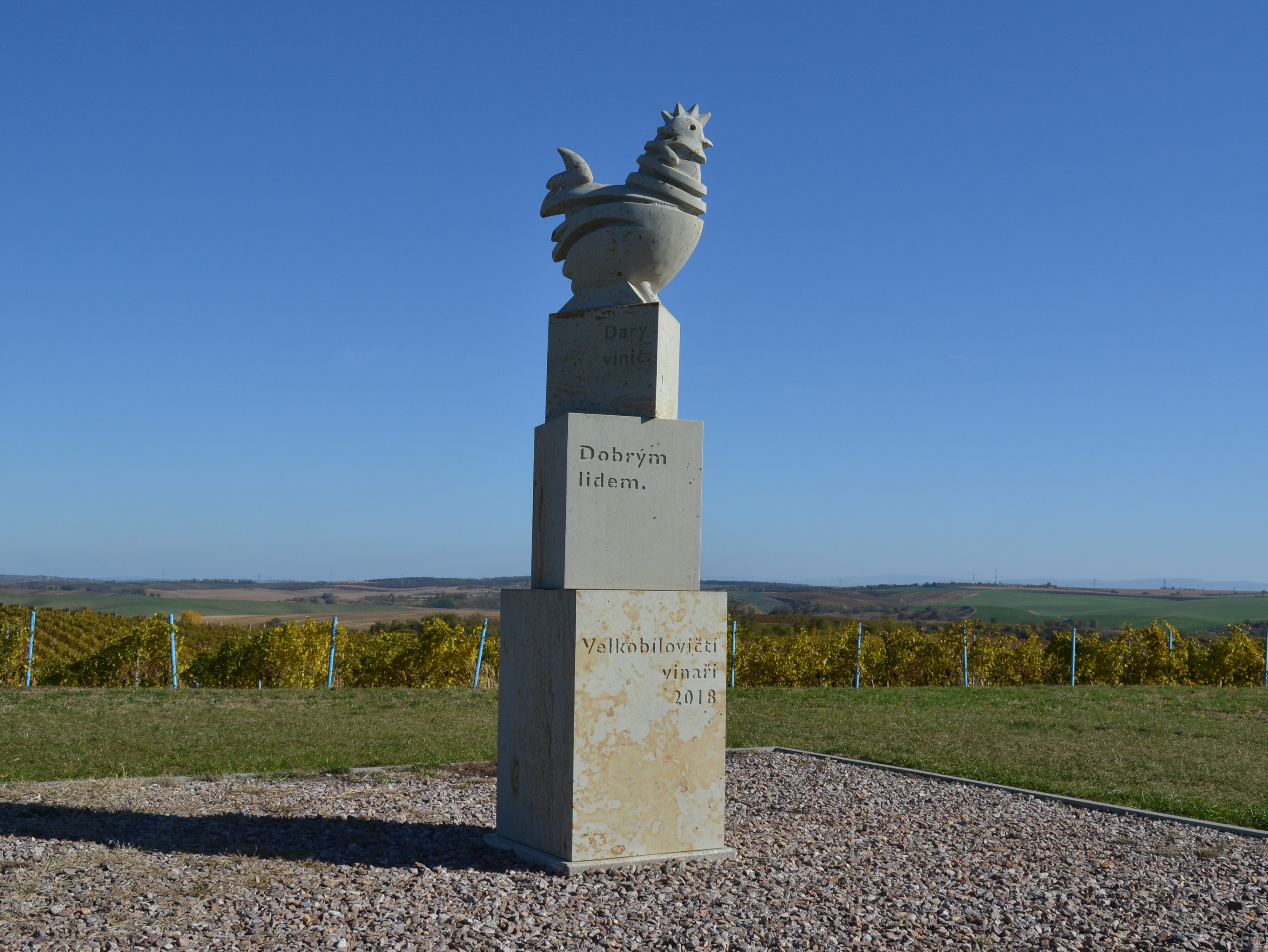
Vrch Šmatláky, socha Slípky
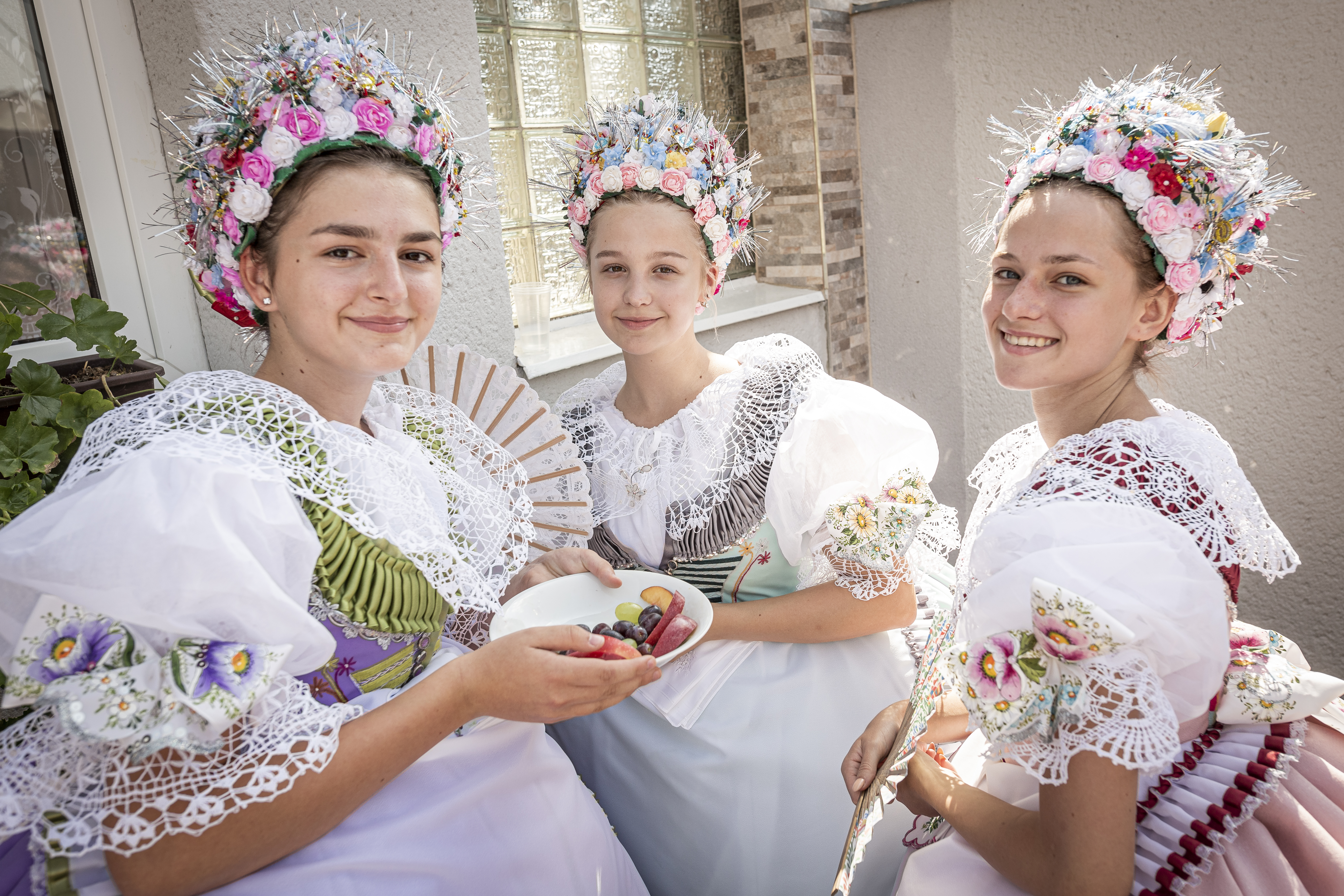
Krojované dívky během bílovických hodů